# Японське вторгнення у Французький Індокитай
Японське вторгнення у Французький Індокитай (яп. 仏印進駐, Futsu-in shinchū)  — коротке неоголошене військове протистояння між Японією та Францією на півночі Французького Індокитаю. Бої тривали з 22 по 26 вересня 1940 р.; у той самий час, що й битва за Південний Гуансі під час японо-китайської війни, яка була головною метою того, чому Японія окупувала В’єтнам у цей час.
Основною метою японців було перешкодити Китаю імпортувати зброю та паливо через Французький Індокитай по залізниці Куньмін–Хайфон, від індокитайського порту Хайфон через столицю Ханой до китайського міста Куньмін у провінції Юньнань.
Незважаючи на те, що угода була досягнута між урядами Франції та Японії ще до початку бойових дій, влада не могла контролювати події на місці протягом кількох днів, перш ніж війська були виведені. Відповідно до попередньої угоди, Японії було дозволено окупувати Тонкін на півночі Індокитаю, і таким чином фактично заблокувати Китай.

## Передумови
Окупація Індокитаю також вписувалася в довгострокові плани Японії. Тоді японські лідери мріяли про створення того, що вони називали Великою сферою спільного процвітання Східної Азії, економічної коаліції азійських держав. Разом ці азійські країни вигнали б західних імперіалістів і капіталістів, а потім розділили між собою торгівлю, ресурси та товари.
На початку 1940 року війська японської імператорської армії (IJA) рушили, щоб захопити південну частину Гуансі та округ Лунчжоу, де східна гілка залізниці Куньмін–Хайфон досягала кордону на перевалі Дружби в Пінсяні. Вони також намагалися просунутися на захід, щоб перерізати залізничну лінію до Куньміна. Залізниця з Індокитаю була останнім безпечним наземним сполученням китайського уряду із зовнішнім світом.

## Франко-японські переговори
19 червня Японія скористалася поразкою Франції та майбутнім перемир'ям, щоб пред'явити генерал-губернатору Індокитаю Жоржу Катру запит, фактично ультиматум, вимагаючи закрити всі шляхи постачання до Китаю та прийняти японська інспекційна група з 40 чоловік під керівництвом генерала Іссаку Нісіхара. Американці дізналися про справжню природу японського «запиту» через перехоплення розвідувальних даних, оскільки японці повідомили своїх німецьких союзників. Катру спочатку відповів, попередивши японців, що їхні невизначені «інші заходи» будуть порушенням суверенітету. Він не хотів погоджуватися на японців, але з огляду на те, що його розвідка повідомляла, що частини японської армії та флоту переміщуються на загрозливі позиції, французький уряд не був готовий до тривалої оборони колонії. Тому 20 червня Катру виконав японський ультиматум. До кінця червня останній потяг з боєприпасами перетнув кордон і прямував до Куньміна. Після цього приниження Катру був негайно замінений на посаді генерал-губернатора адміралом Жаном Деку. Однак він повернувся не до Франції, а до Лондона.
22 червня, коли Катру все ще перебував на своїй посаді, японці висунули другу вимогу: право на базування військово-морських сил у Гуанчжоувані та повне закриття китайського кордону до 7 липня. Іссаку Нісіхара, який мав очолити «інспекційну групу», справжня мета якої була невідома навіть японцям, прибув до Ханоя 29 червня. 3 липня він висунув третю вимогу: авіабази та право транзиту бойових військ через Індокитай. Ці нові вимоги були передані уряду Франції.

## Вторгнення
Про угоду було повідомлено всім відповідним командуванням до 21:00, за годину до закінчення терміну дії ультиматуму. Мартін і Нісімура домовилися, що перші війська прибудуть на кораблі. Двадцять друга армія, однак, не мала наміру чекати, щоб скористатися угодою. Генерал-лейтенант Акето Накамура, командир 5-ї (піхотної) дивізії, переправив колони через кордон поблизу Донг Джанг рівно о 22:00.
У Донг Данг стався перестрілка, яка протягом ночі швидко поширилася на інші прикордонні пости. Французька позиція на залізничній станції в Лонг Сон була оточена японською бронетехнікою і була змушена капітулювати 25 вересня. Перед здачею французькі командири наказали скинути затвори 155-мм гармат у річку, щоб запобігти їх використанню японцями. Під час французько-китайської війни 1884–1885 років французи були змушені ганебно відступити з Лонг Сон, під час якого обладнання також було кинуто в ту саму річку, щоб запобігти захопленню. Коли зрештою було знайдено казенники 1940 року, було також знайдено кілька скринь із грошима, втрачених у 1885 році. Серед підрозділів, узятих у полон у Лонг Сон, був 2-й батальйон 5-го іноземного піхотного полку, який містив 179 німецьких та австрійських добровольців, яких японці марно намагалися спонукати змінити бік.
23 вересня уряд Франції висловив японському уряду протест проти порушення угод IJA.
Вранці 24 вересня японська авіація з авіаносців у Тонкінській затоці атакувала позиції французів на узбережжі. Для переговорів прибув представник французького уряду; тим часом берегова оборона залишалася під наказом відкривати вогонь при будь-якій спробі висадки.
26 вересня японські війська вийшли на берег у Донг Так, на південь від Хайфона, і рушили до порту. Другий десант висадив танки на берег, і японські літаки розбомбили Хайфон, спричинивши деякі втрати. До раннього дня японські війська чисельністю приблизно 4500 солдатів і десяток танків були за межами Хайфонга.
До вечора 26 вересня бої затихли. Японія заволоділа авіабазою Гіа Лам за межами Ханоя, залізничною сортувальною станцією на кордоні Юньнань у Лао Каї та Фу Ланг Тхуонг на залізниці від Ханоя до Лонг Сон, і розмістила 900 військових у порту Хайфон і ще 600 у Ханої.

## Наслідки
Японці принесли офіційні вибачення за інцидент у Лонг Сон 5 жовтня 1940 року. Окуповані японцями міста були повернуті під контроль Франції, а всіх французьких полонених було звільнено.
Окупація півдня Французького Індокитаю відбулася не відразу. 9 грудня 1940 року було досягнуто угоди, згідно з якою суверенітет Франції над її армією та адміністративними справами був підтверджений, а японські війська могли вільно вести війну проти союзників з індокитайської землі. Уряд Віші погодився, що там може бути розміщено близько 40 000 військових. Однак японські планувальники не відразу перекинули туди війська, побоюючись, що такий крок може погіршити відносини між Японією, Великобританією та Сполученими Штатами. Більше того, в японському верховному командуванні виникли розбіжності щодо того, що робити щодо радянської загрози на північ їхніх маньчжурських територій. Переломний момент настав одразу після вторгнення нацистів у Радянський Союз наприкінці червня 1941 року. Коли Радянський Союз був зв’язаний, верховне командування дійшло висновку, що « удар на південь » вирішить проблеми Японії зі Сполученими Штатами, особливо зростаюче занепокоєння Америки щодо дій Японії в Китаї та ймовірність руйнівного нафтового ембарго проти Японії. Щоб підготуватися до вторгнення в Голландську Ост-Індію, близько 140 000 японських військ вторглися в південний Французький Індокитай 28 липня 1941 року.  цивільній адміністрації дозволили залишитися, хоча й під наглядом Японії.
Після вторгнення союзників до Франції в 1944 році Японія запідозрила, що французька влада в Індокитаї може сприяти операціям союзників у регіоні. Тому навесні 1945 року Японія скинула французьку владу, ув’язнила французьких адміністраторів і взяла безпосередній контроль над Індокитаєм до кінця війни. Тоді в’єтнамські націоналісти під прапором В’єтмінь взяли контроль у серпневій революції та проголосили незалежність Демократичної Республіки В’єтнам. Японська окупація Індокитаю сприяла зміцненню В'єтмінь і сприяла вибуху Першої індокитайської війни в 1946 році проти французького панування.